# Přírodní hedvábí
Převážná část přírodního hedvábí se získává z výměšků housenky bource morušového. Je to jediné „nekonečné“ přírodní textilní vlákno (filament).

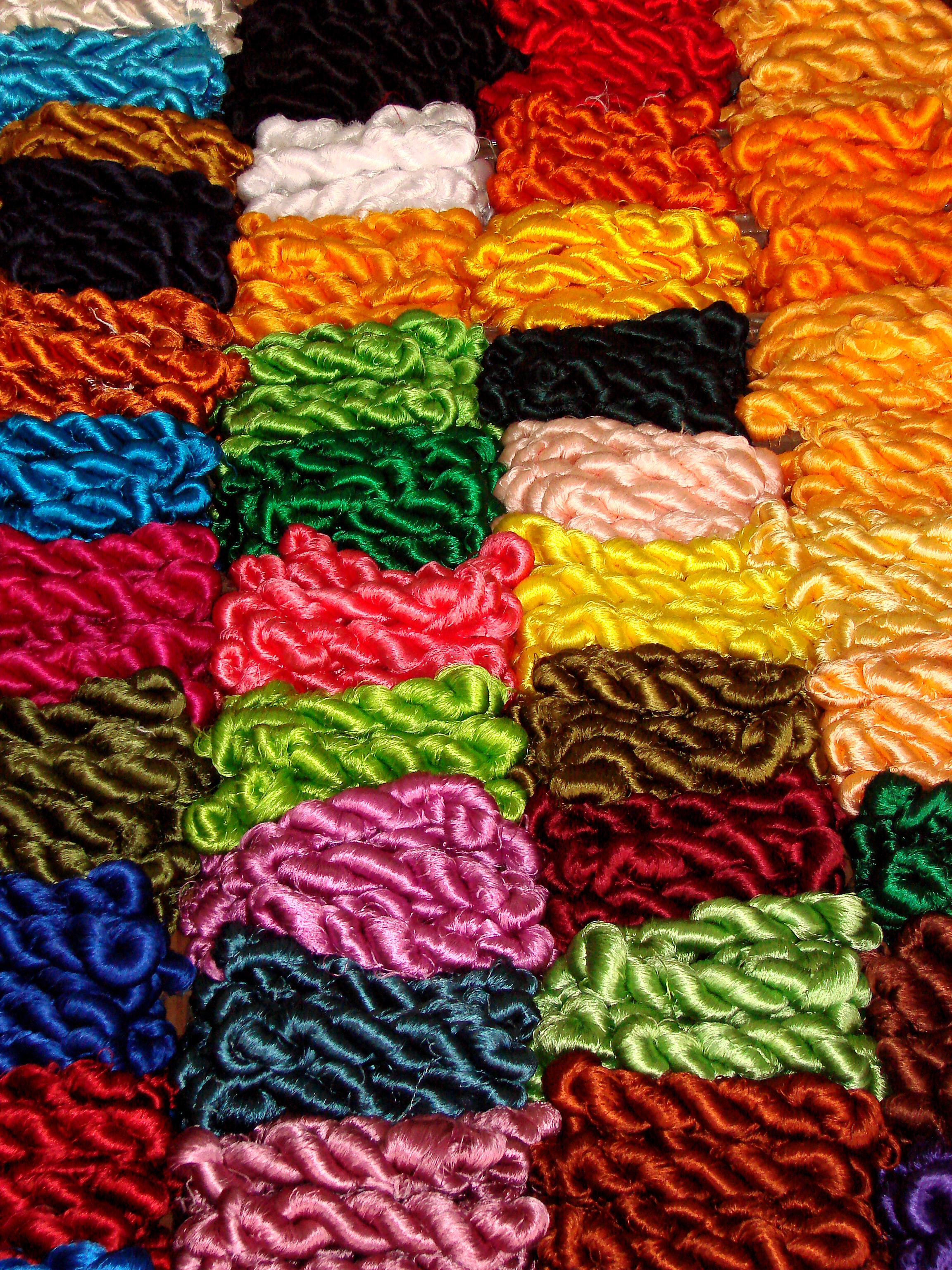
Přadena hedvábné příze

Ve 2. dekádě 21. století se z chovu bource morušového ve světě získávalo ročně asi 700 tisíc tun vlákenných zámotků, ze kterých se vyrábělo 100 až 200 tisíc tun hedvábné příze (od roku 2015 do roku 2020 se výroba snížila na polovinu). Na celkovém množství se podílela Čína, Indie a Uzbekistán s více než 95 %. 
Mimo výměšku bource morušového se k textilnímu zpracování hodí (asi 5–10 % celkového množství) tzv. planá hedvábí od několika jiných druhů housenek, z nich nejznámější jsou: tussah, muga a eri. Vlákno těchto druhů je hrubší a z kokonu se u nich dá odmotávat jen kratší nepřetržitá délka. (Z kokonu bource morušového se získá bez přetrhu až 800 m, z tussahu maximálně 400 m, z mugy 250 m a eri se dá s délkami maximálně 2 metry použít jen na staplové příze).
Údajně nejjemnější přírodní vlákno s průměrem 4 µm předou pavouci druhu Nephila a Agriope. O použití tohoto vlákna pro textilní účely pojednává článek Pavoučí hedvábí.

## Z historie hedvábí
Hedvábí původně pochází z Číny. První zmínky o chovu bource morušového spadají už do 3. tisíciletí př. n. l. Vynalezení jeho výroby opřádá legenda: Podle ní se objev hedvábného vlákna datuje do roku 2640 př. n. l. Vypráví se, že jistý Chuang-Ti požádal svou ženu, aby zjistila, kdo škodí jeho morušovníkům. Manželka objevila bílé housenky, které vytvářely lesklé zámotky. Později jeden zámotek náhodou upustila do horké vody a zjistila, že z něj může vytáhnout jemné vlákno a navinout ho na cívku. Podle všeho tak objevila technologii výroby hedvábí, která zůstala po více než 2000 následujících let čínským tajemstvím.
Archeologický nález z provincie Che-nan dosvědčuje existenci hedvábné tkaniny před 5500 lety. Asi od 5. století před n. l. se v Číně běžně vyráběly vzorované tkaniny, brokát a výšivky. V té době se tam začal používat vertikální stav s pedálovým pohonem. Pravděpodobně od 7. století n. l. bylo v provozu několik stavů (dingsqiao loom) se stejným principem vzorovacího zařízení jako mnohem pozdější vynález žakáru.
Hedvábí bylo velmi cenným obchodním artiklem. Z Číny bylo dováženo až do Persie či Říma, kde bylo s oblibou používáno. Výrobní monopol na hedvábí si Čína udržela až do 6. století (n. l.), pokus o vývoz technologie se trestal smrtí.
Technologie se podle pověsti rozšířila díky dvěma mnichům, kterým se podařilo dopravit pár bource morušového do Evropy. Od 7. století se hedvábnictví rozvíjelo hlavně v Byzanci. Díky obchodu s Araby se znalost hedvábí rozšířila i na jih Evropy. Definitivně se rozvinula jeho výroba během křížových výprav, kdy křižáci (za pomoci Benátčanů) po vyplenění Konstantinopole přivezli s sebou i chov bource a z Benátek se pak chov bource a zpracování hedvábí rozšířilo po celé jižní Evropě.
Ve 12. století se stala italská Lucca největším centrem hedvábnictví v Evropě. Od 13. století tam bylo v provozu filatorium, první stroj na skaní hedvábí. V té době byl také v Toskáně známý chov bource morušového, výroba tkanin z barvené příze a šapové příze z hedvábných odpadů.
V 17. století v Itálii zpracovávalo hedvábí až 14 tisíc tkalcovských stavů (asi ¾ evropské kapacity). V následujících letech byly v Evropě vynalezeny nové systémy smotávání hedvábí. K tzv. „francouzskému“ systému patřilo zařízení na spojování více filamentů do jedné niti zvané chambon (spojení filamentů, vzájemné ovíjení a rozdělení na dvě niti navíjené na přadeno), „italský“ systém používal dokonalejší způsob travelletta (polovina filamentů se vede přes kladky a pak se ovíjí kolem druhé části).
V 21. století se výroba a obchod s hedvábím soustřeďuje z 99 % v jižní a východní Asii. Za rok 2021 se udával celkový výnos z prodeje výrobků přírodního a planého hedvábí (včetně prodeje odpadů jako surovin pro kosmetiku a léčiva) s 22,8 miliardami USD.
České tkalcovny vyrobily v roce 1989 asi 130 000 m2 hedvábných tkanin (spotřebovaly cca 0,002 % světové produkce přírodního hedvábí).  (Novější údaje nejsou zveřejňovány).

## Zpracování hedvábí

### Výroba příze
K výrobě hedvábné filamentové příze patří: třídění kokonů, sušení (horkým vzduchem nebo na slunci), změkčování kokonů v horké vodě, smotávání filamentů, sdružování a navíjení příze, převíjení, skaní.

#### Surovina
Surovina k výrobě příze je vlákenný materiál z proteinu a sericinu smotaný v kokonech dodávaných chovateli bource morušového. Zdravý kokon (2–3 g) obsahuje až 4000 metrů hedvábného filamentu obaleného sericinem. Průměr filamentu se udává s 15–20 µm, tuhý obal bývá 20–25 % celkové váhy kokonu. Během smotávání a navíjení jde asi 35 % vlákenného materiálu do odpadu (z velké části k použití na staplové příze).

#### Výrobní zařízení
Výroba od přípravy kokonů až po navíjení cca 2–5 tisíc metrů hotové příze do přaden (ze 4 až 8 jednotlivých vláken o délce cca 400 až 1000 m) se provádí na různých typech smotávacích strojů (reeling machines), které se vyvinuly v průběhu staletí od kolovratu až po automatický smotávač. Ve 3. dekádě 21. století se používají:
- Chakra je zařízení k ručnímu smotávání, skaní a navíjení příze. Dvojice filamentů z kokonů z vany s horkou vodou se vedou přes zakrucovací ústrojí (typu chambon),[15] kde se dva (nebo více) spojují a spletené niti se navíjí na přadena. Příze se obvykle navíjí ve 4 pásech vedle sebe, ze kterých se na vijáku s obvodem 75 cm tvoří přadena. Chakra nemá ani čisticí ústrojí ani kontrolu tloušťky příze. Zařízení obsluhují dva pracovníci, při rychlosti navíjení 180–250 m/min se počítá se výrobou 1 kg hrubé hedvábné příze za den, s použitím na ruční tkaní.[12] Příze z chakry se prodávají v průměru o 20 % levněji než hedvábí průmyslově vyrobené, instalace chakry však vyžaduje jen minimální investice a při nízkých mzdách (např. v Indii 3 €/den) se s chakrou dá smotávat hedvábí se ziskem. V Indii se tímto způsobem vyrábí i na začátku 3. dekády 21. století asi polovina hedvábných přízí.[16]

- Vesnický smotávací přístroj (cottage basin) je vylepšená chakra. Zařízení sestává obvykle z 5 van na kokony a 5 oddílů s vijáky, na které se navíjí vedle sebe celkem 30 přaden. Jednotlivé vývody jsou vybaveny mechanickými čističi příze, zakrucování se provádí na dokonalejším principu (travellette[15]).[12] Celý aparát je ručně poháněný, obsluhován 9 osobami. Jakost hotové příze nedosahuje mezinárodní standard, rentabilita je nižší než u chakry.[17]

- Víceniťový smotávač (multi-end reeling machine/ filature) je elektricky poháněný průmyslový stroj. Ke stroji obvykle patří 10 van a ke každé vaně 20 vývodů/navíjených přaden s rychlostí navíjení max. 80 m/min. Stroj je vybaven poloautomatickým podáváním konců nití, provázáním nití na principu drhnutí, mechanickou kontrolou tloušťky nití a zarážkami.[12]

- Automatický smotávací stroj byl vynalezen asi v roce 1950. Patří k němu: Kontrola tloušťky příze, elektrické zarážky, automat. podávání filamentů z kokonů aj. Obvyklá kapacita: předloha 400 kokonů a 20 vijáků, navíjení 150–200 m/min. (300 g/vývod/h), obsluha 4–5 osob.[12] Hlavní přednost v konstrukci stroje je zařízení na kontrolu tloušťky příze: Příze probíhá mezi dvěma skleněnými ploškami, jejich vzdálenost je závislá na tloušťce příze. Výkyvy plošek se přenášejí mechanicky na zarážku (japonský vynález z roku 1957). V roce 1969 bylo v Japonsku v provozu 13 000 strojů.[18]

Ve 2. dekádě 21. století nabízejí např. čínští výrobci automaty za 80 000 USD Automatický stroj dosahuje v porovnání s víceniťovým smotávačem asi desítinásobný výkon (1000 kg/den, 56 kg/osobu a den) a zisk výrobce je (teoreticky) až čtyřnásobný (40 % /12 %).

#### Skaní a převíjení
Skací stroje pracují na principu převíjení družené příze z cívky nasazené na vřetenu s otáčkami asi do 10 000 /min. na novou cívku. Poměr počtu otáček vřetene k odtahové rychlosti udává počet zákrutů na délkovou jednotku. Podle druhu příze se seřizuje stroj na 80 až 4000 zákrutů na metr, výkon stroje se pohybuje mezi 25 a 30 g na vřetenovou hodinu.
Náklady na družení, skaní a převíjení se kalkulovaly v roce 2020 např. v Indii s 0,65 €/kg.

#### Odklížení
Výměšek bource morušového obsahuje asi 20–25 % sericinu (C3OH4N10O16), způsobující tuhost a matný povrch vlákna, tvoří však na vláknu vnější vrstvu jako ochranu proti poškození během zpracování. Sericin se proto odstraňuje z hedvábí teprve z hotové příze nebo po utkání (před barvením nebo bělením). Rozpouští se v horké vodě, v různých alkalických sloučeninách nebo působením enzymů.

### Druhy příze
- Gréž se zpracovává ve tkalcovně jako jednoduchá příze z 8–10 vláken s velmi nízkým zákrutem v jemnosti až 10 tex. Jestliže se zakrucuje jednotlivá gréž s (pravým) Z-zákrutem. S 550–700/m vzniká poálová příze (Poil), s 1000–1500/m voálová a s 2500-3500/m krepová příze[22] nebo se z ní vyrábí skané příze. Podle stupně zakroucení se rozeznává:
- Trama je příze skaná s maximálně 150 zákruty na metr, jemnost 20/22 dtex
- Organzín má vyšší zákrut a tloušťku 18/20 dtex
- Krep se ská až s 3500 zákruty na metr

Z vnitřku kokonu zůstane asi 2000 m útržků 20–40 cm dlouhých. Z těch se vyrábí šapové příze až do jemnosti 2,5 tex výrobním postupem podobným spřádáni česané vlny.
Hedvábí se často míchá s vlnou nebo se lnem, příze se používá na módní tkaniny.
Tímto způsobem se také zpravidla zpracovává hedvábí tussah.

## Vlastnosti hedvábí
Odklížené přírodní hedvábí má bílou barvu, zvláštní lesk, měkký omak a dá se snadno barvit. Tussah je hrubší, hnědé nebo žlutozelené vlákno, má tvrdší omak a je téměř bez lesku.
| Vlastnosti vláken              | Vlákna s neomezenou délkou | Vlákna s neomezenou délkou | Vlákna s neomezenou délkou | Vlákna s neomezenou délkou | Vlákna s neomezenou délkou | Vlákna s neomezenou délkou |
| Vlastnosti vláken              | Přírodní hedvábí           | Polyamid (PA 6)            | Polyester (PES)            | Viskóza (CV)               |                            |                            |
| Hustota g/cm³                  | 1,25                       | 1,14                       | 1,33                       | 1,52                       |                            |                            |
| Tloušťka dtex                  | 1,17                       | 1,0                        | 1,1                        | 1,4                        |                            |                            |
| Relat. pevnost cN/dtex         | 3–5                        | 3,6–7,5                    | 3,8–7,2                    | 1,8–3                      |                            |                            |
| Pevnost za mokra (%)           | 85                         | 85                         | 95–100                     | 60                         |                            |                            |
| Tažnost (%)                    | 24                         | 23–55                      | 50–70                      | 15–30                      |                            |                            |
| Navlhavost (%)                 | 30                         | 3–4,5                      | 0,3–0,4                    | 28                         |                            |                            |
| Svět. spotřeba (2014: t x 103) | 168×                       | 4000                       | 46 100                     | 5200                       |                            |                            |

Jak ukazuje tabulka, přírodní hedvábí se v hlavních fyzikálních parametrech sotva liší od filamentů (umělých vláken s neomezenou délkou). Značné rozdíly jsou však v cenové hladině. Zatímco všechny běžné druhy umělých vláken se prodávají za poměrně stabilní cenu, kvalitní přírodní hedvábí kolísá (pod vlivem ekonomických i politických faktorů) mezi pěti- a desítinásobkem ceny běžného syntetického vlákna. V první polovině roku 2017 se pohybovala mezi 45 a 50 €/kg. 

## Použití
Přírodní hedvábí může při použití na textilní výrobky konkurovat umělým vláknům jen tam, kde se vyžaduje zvláštní vzhled (lesk), efekt nebo určitá exkluzivita (móda) spolu se solidními užitnými vlastnostmi (tažnost, ohebnost, lehkost, izolační schopnosti).
Podle způsobu výroby to jsou zejména:
- Speciální šicí nitě a skané příze na ruční pletení
- Tkaniny

např. brokát, satén, krepdešín, žoržet, dupion, balonové hedvábí, batist, koberce technické textilie
- Pleteniny

osnovní (dámské oděvy), zátažné (punčochy)

## Galerie hedvábí

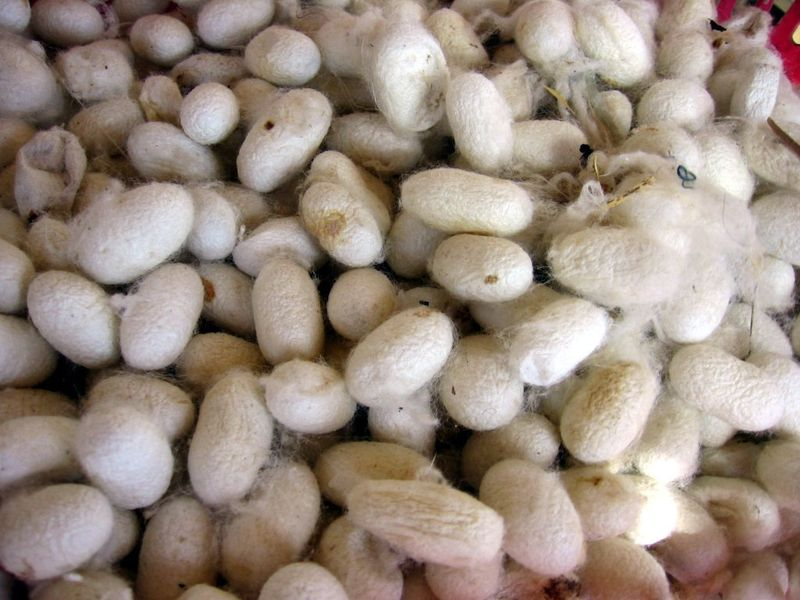
Kokony bource morušového
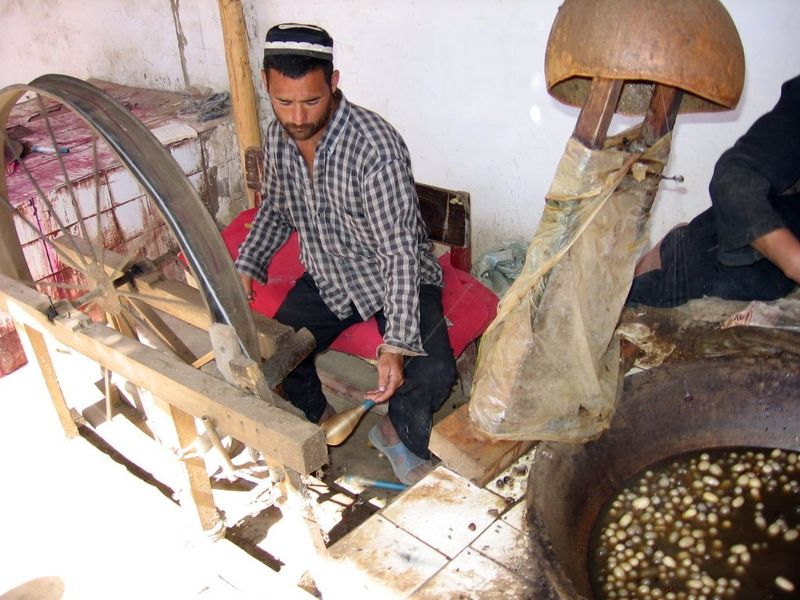
Smotávání na kolovratu (Ujgurská oblast 2004)
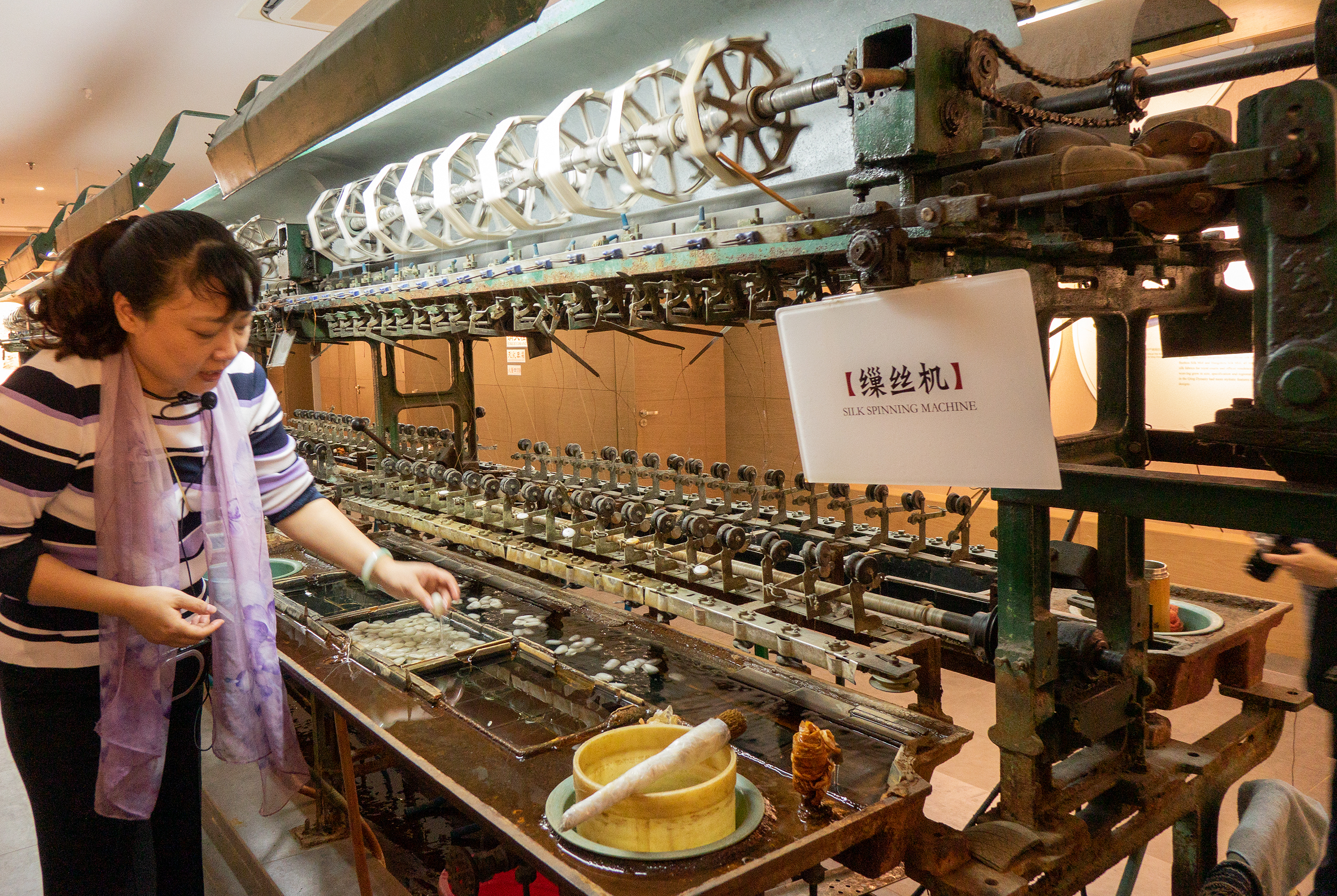
Víceniťový smotávací stroj (Čína 2018)
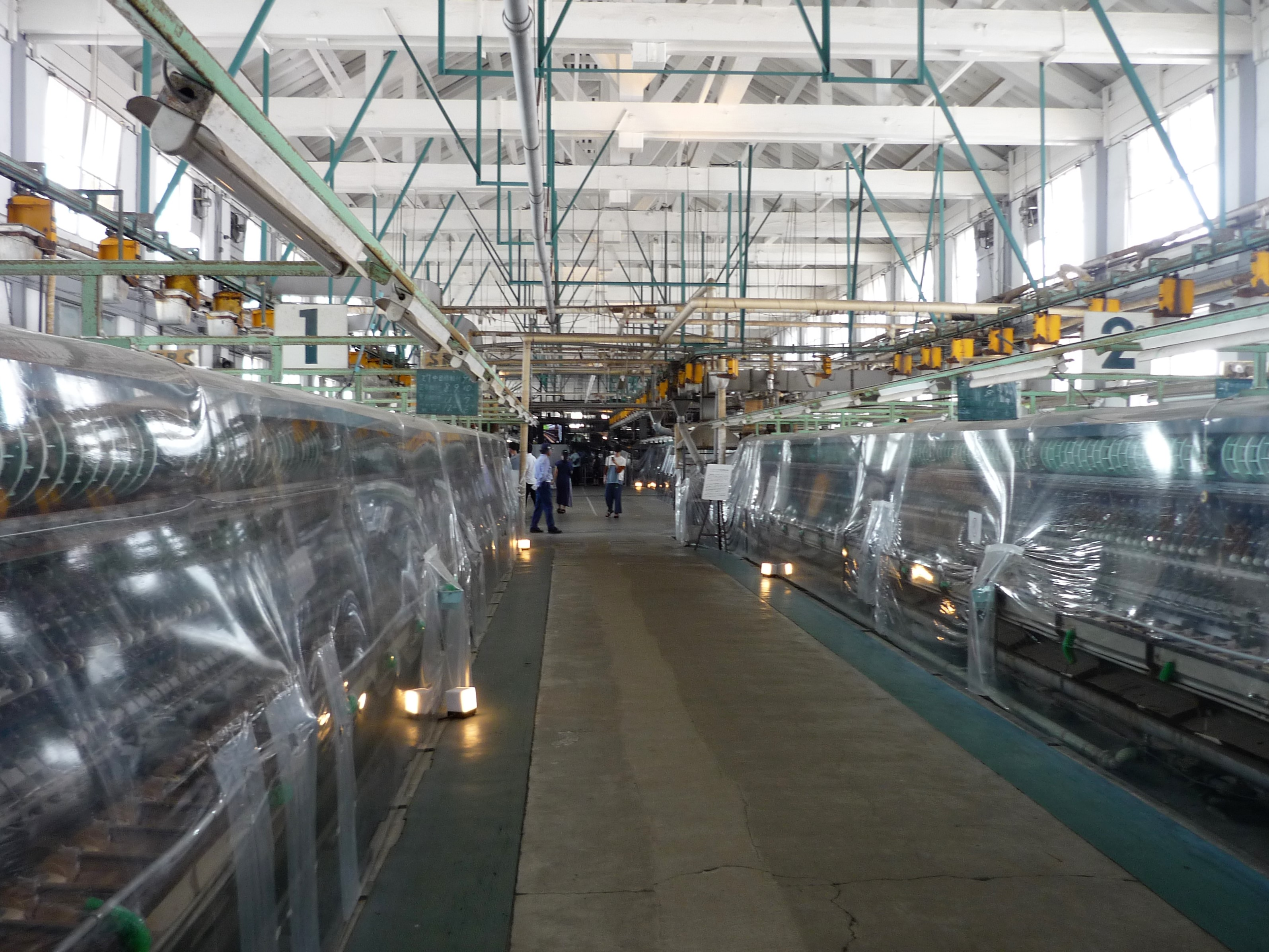
Japonské smotávací automaty (2014)
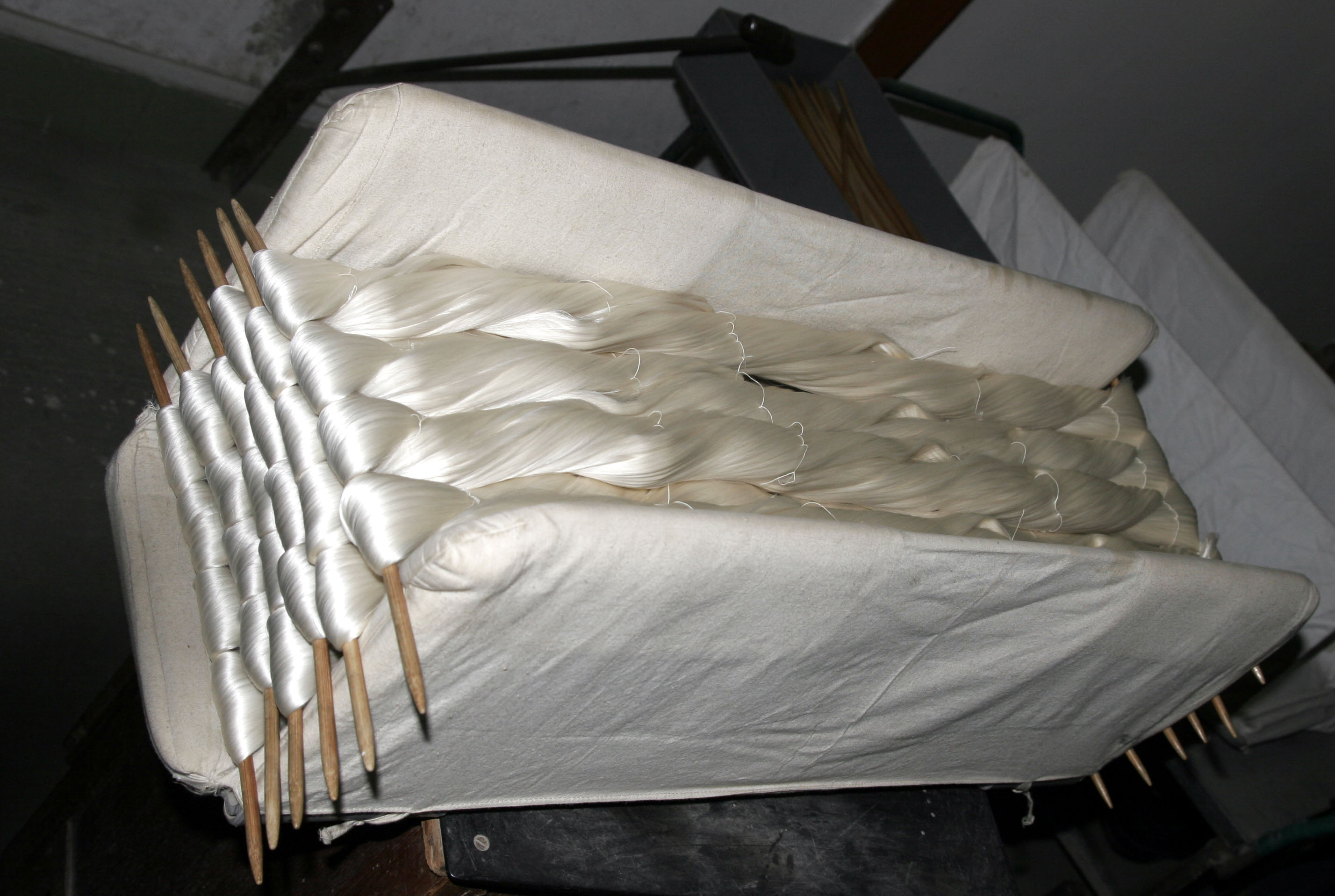
Příze ze surového hedvábí (Su-čou (2007)
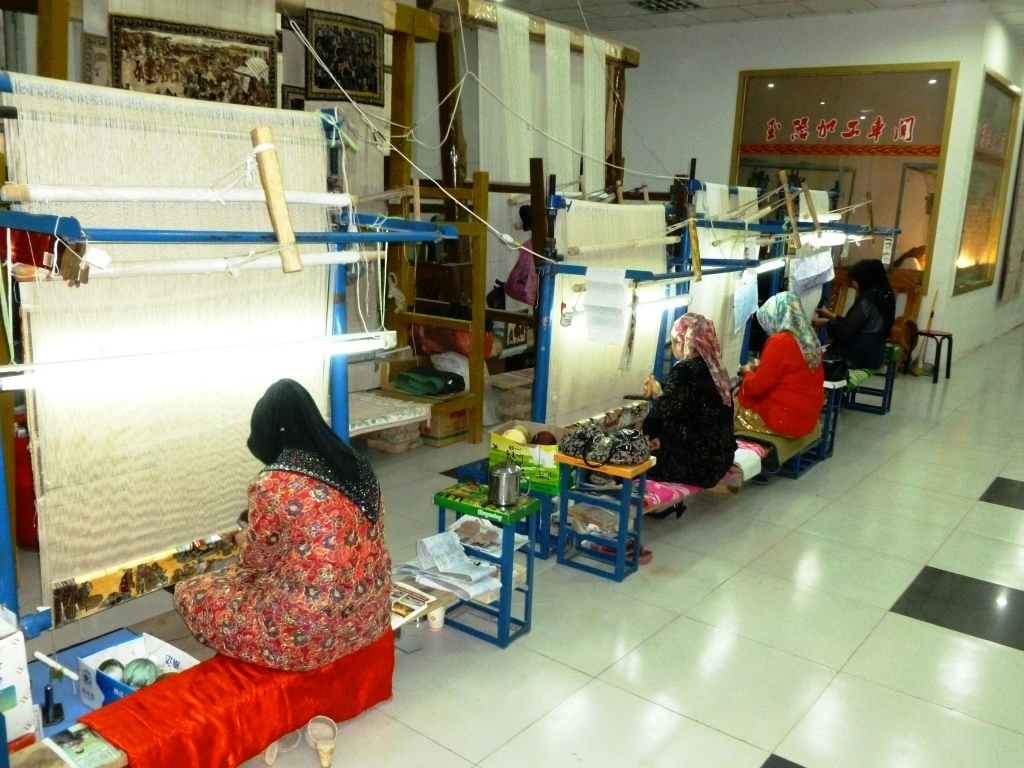
Tkaní hedvábí na vertikálním stavu (Kašgar 2011)
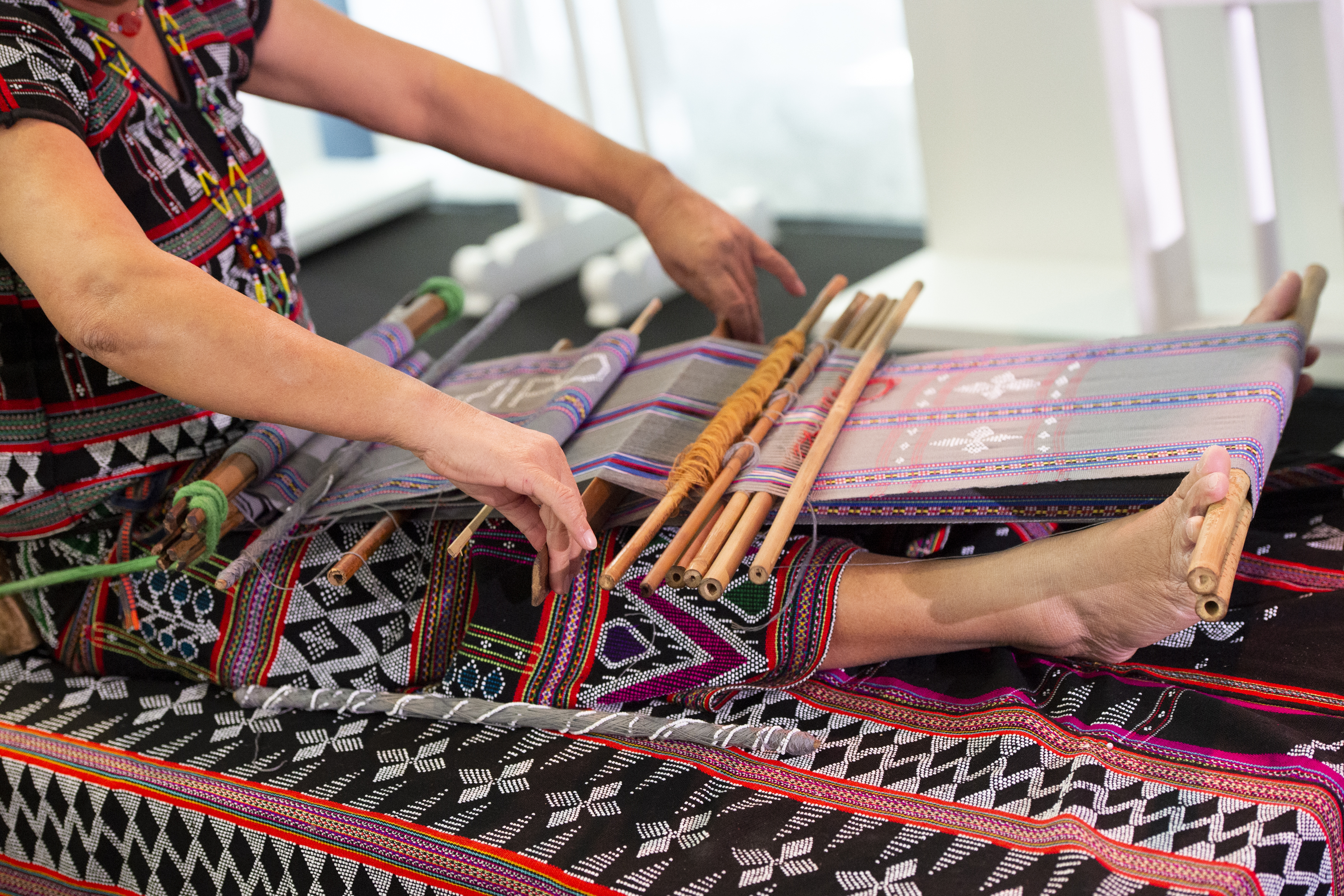
Tkaní hedvábného brokátu na zádovém stavu (Vietnam 2019)
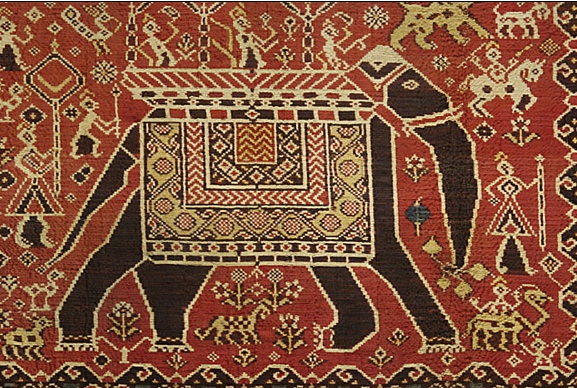
Hedvábný ikat (západní Indie, začátek 19. století)
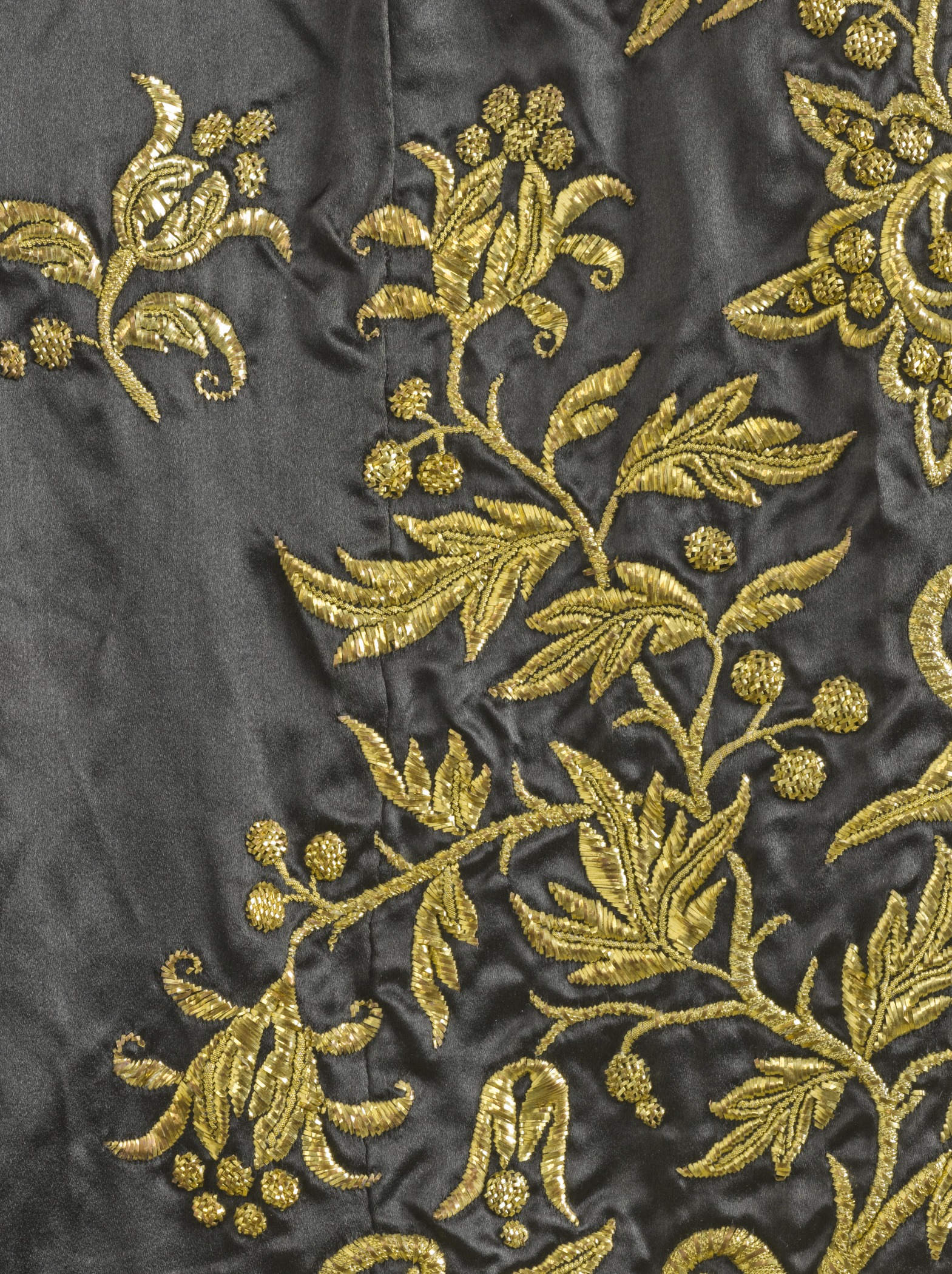
Výšivka z kovové niti na hedvábném saténu (Portugalsko v polovině 19. století)
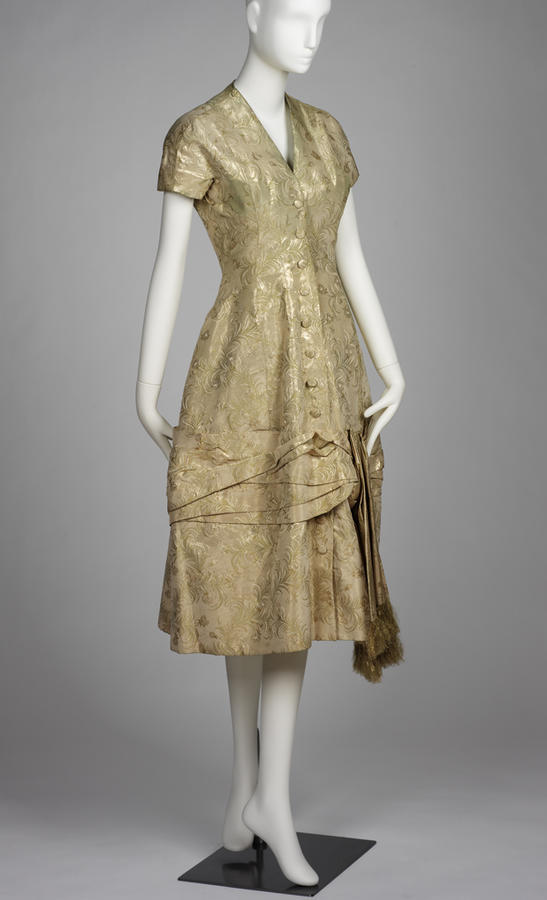
Šaty z hedvábného brokátu (Diorova kolekce z roku 1950)
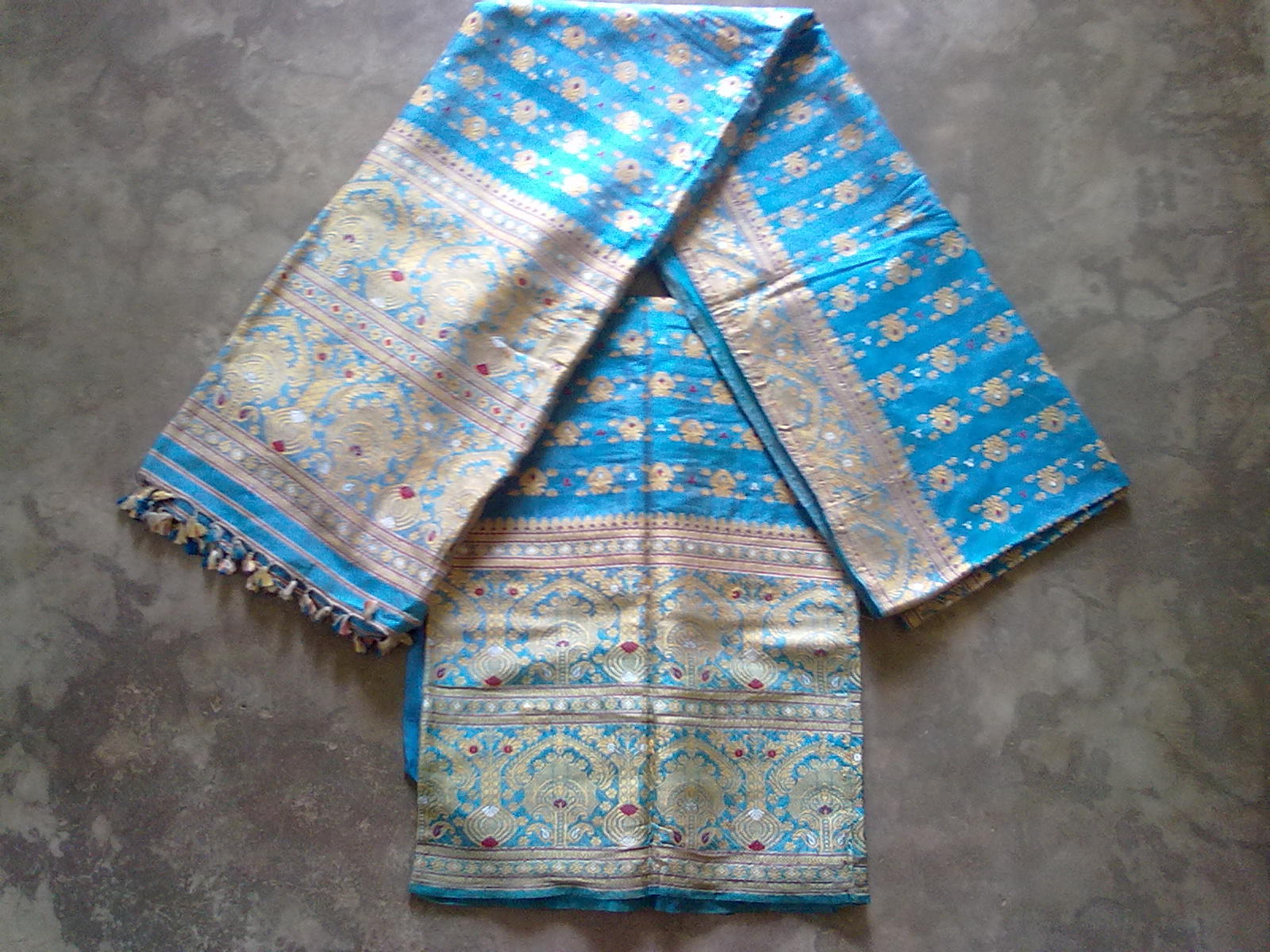
Čádor z bílého přírodního hedvábí pat (2012)
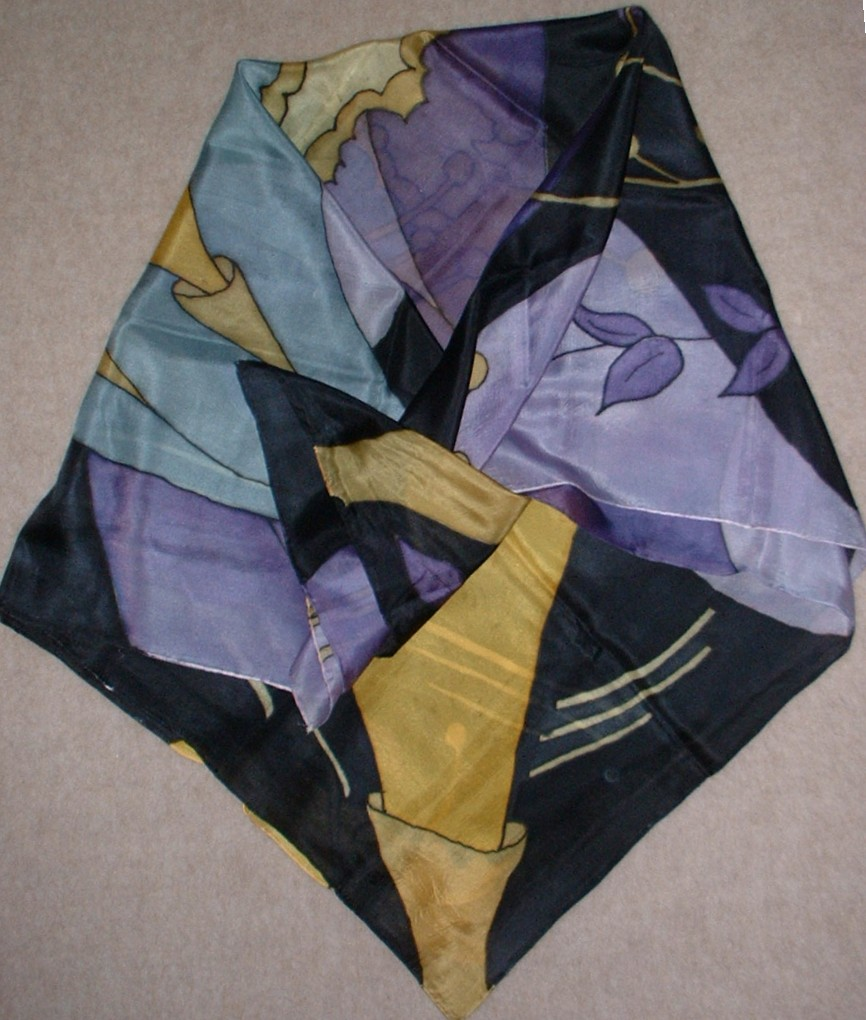
Textilní tisk na hedvábné tkanině